# 江香梅
江香梅（1962年—），江西南昌人，汉族，中华人民共和国政治人物、第十二届全国人民代表大会江西地区代表。
毕业于南京林业大学林木生物技术专业。担任江西省林业科学院总工程师。2008年起担任全国人大代表。2013年，担任全国人大代表。